# Johan Wagenaar

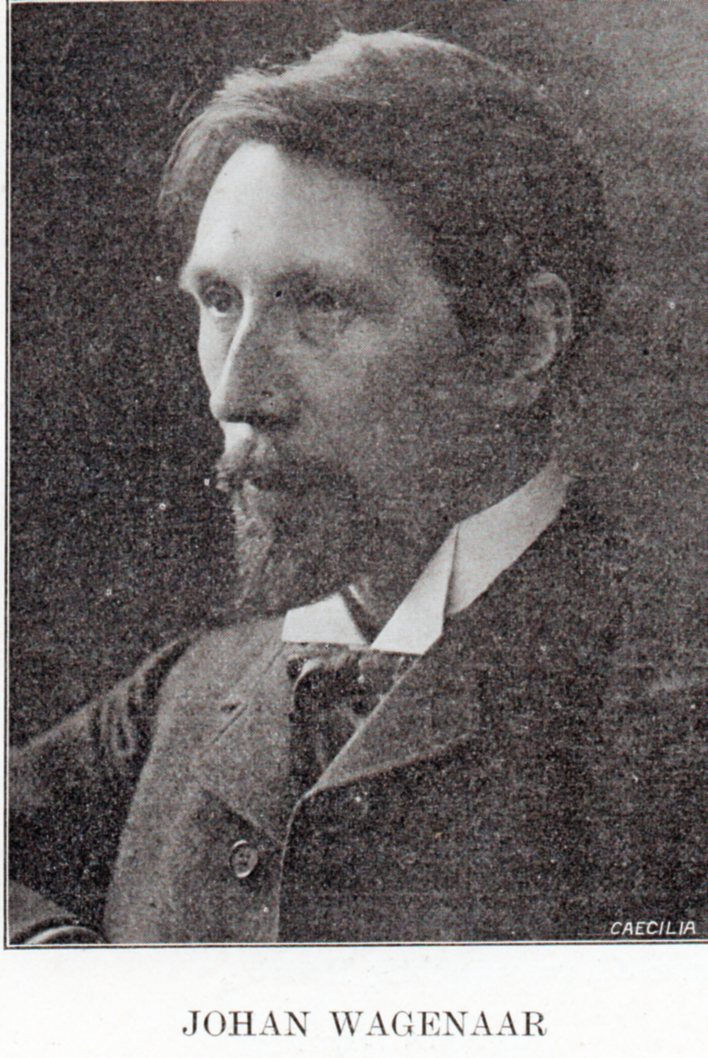
Wagenaar (1912)

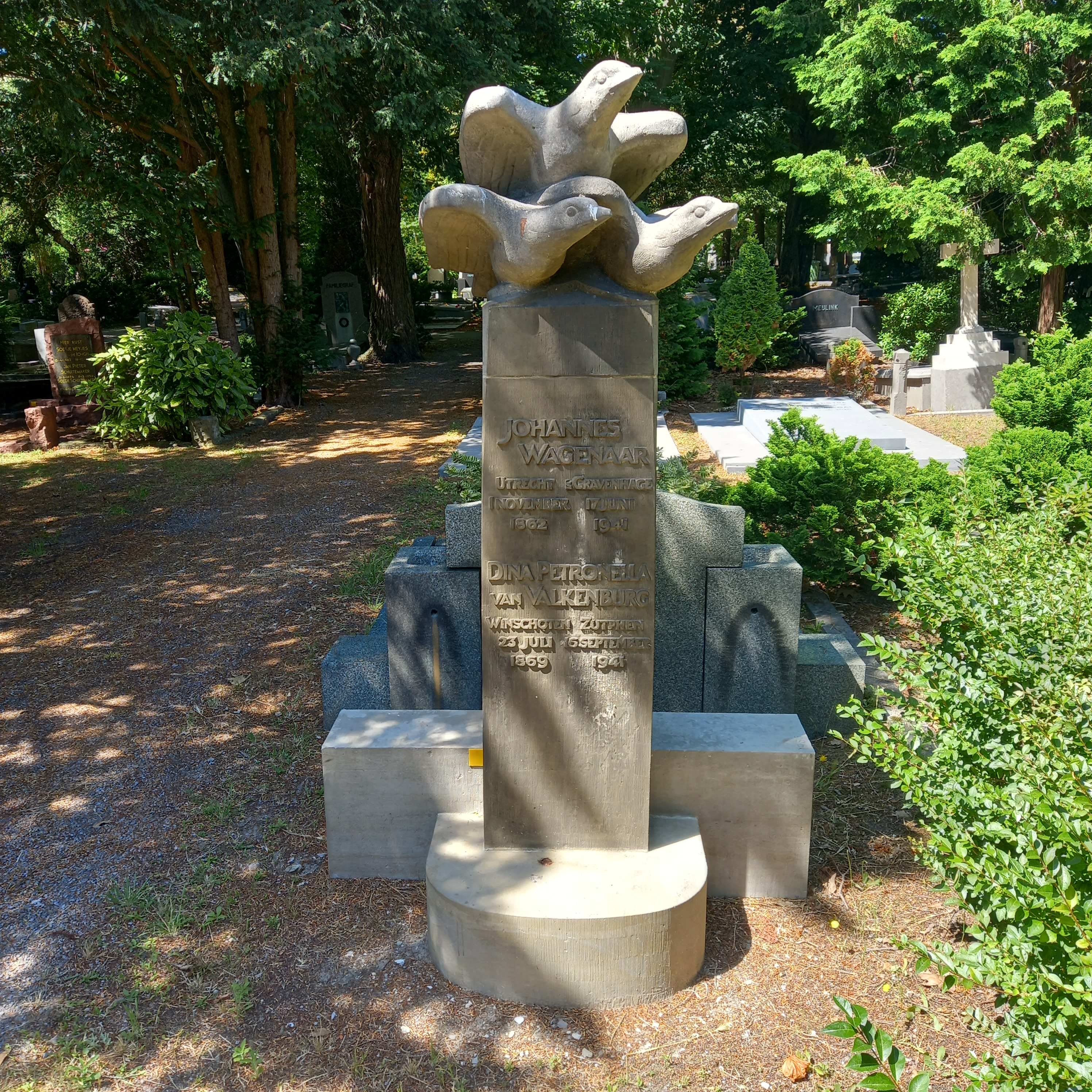
Das Grab von Johan Wagenaar und seiner Ehefrau Dina Petronella van Valkenburg auf dem Friedhof Oud Eik en Duinen in Den Haag

Johan Wagenaar (* 1. November 1862 in Utrecht; † 17. Juni 1941 in Den Haag) war ein niederländischer Komponist und Organist.

## Leben
Johan Wagenaar wurde als Sohn des Adeligen Cypriaan Gerard Berger van Hengst geboren. Die Mutter stammte aus einfachen Verhältnissen, und die gesellschaftlichen Umstände dieser Zeit ließen keine Heirat zu. So wuchs Wagenaar in eher ärmlichen Verhältnissen auf und erhielt den mütterlichen Nachnamen.
Obwohl sich früh musikalisches Talent zeigte, erhielt Wagenaar erst ab dem Alter von 13 Jahren Unterricht in Klavier, Violine, Theorie und Komposition. Seine ersten Orgellehrer wurden der Komponist Richard Hol und der Organist Samuel de Lange. 1892 nahm er Unterricht in Kontrapunkt bei Heinrich von Herzogenberg in Berlin.
Wagenaar spielte als Geiger im Utrechter Stadtorchester. Seit 1887 hatte er eine Stelle als Theorielehrer an der Musikschule in Utrecht, 1888 wurde er – u. a. für seine Interpretation der Werke Bachs und als Improvisator geschätzter – Organist an der Kathedrale von Utrecht. 1896 wurde er zum Leiter der Utrechter Musikschule ernannt. 1916 erhielt er die Ehrendoktorwürde der Universität Utrecht. Von 1919 bis 1937 war Wagenaar Direktor des Königlichen Konservatoriums in Den Haag. Außerdem war er als Chordirigent in Utrecht, Arnhem, Leiden und Den Haag tätig, und leitete die niederländischen Erstaufführungen zahlreicher in- und ausländischer Kompositionen.
Zu Wagenaars Schülern zählten Willem Pijper, Peter van Anrooy und sein Sohn Bernard Wagenaar.
Sein Grab befindet sich auf dem niederländischen Friedhof Oud Eik en Duinen in Den Haag.

## Werk
Als einer der führenden niederländischen Komponisten seiner Zeit schuf Wagenaar Opern, Kantaten, Orgelmusik sowie Orchesterwerke, insbesondere mehrere Ouvertüren. In seinen farbig instrumentierten Kompositionen, die in den musikdramatischen Werken oft humoristische Züge aufweisen, lassen sich stilistische Einflüsse von Hector Berlioz, und mehr noch solche von Richard Strauss erkennen.

### Werkauswahl
- De schipbreuk, Kantate (1889)
- De doge van Venetië, Oper nach Shakespeare (1899)
- Driekoningenavond, Ouvertüre nach Shakespeare
- King Lear, Ouvertüre op. 9, nach Shakespeare
- Cyrano de Bergerac, Ouvertüre op. 23 (1905)
- Saul en David, sinfonische Dichtung op. 24 (1906)
- De getemde feeks, Ouvertüre nach Shakespeare (1909)
- De Cid, Oper (1916)
- Amphitrion, Ouvertüre op. 45 (1938)
- Calme des nuits, für Chor a cappella